# Un uomo in casa
Un uomo in casa (Man About the House) è una serie televisiva britannica di genere sitcom, prodotta da Thames Television per Independent Television (ITV) tra il 1973 e il 1976.

## Trama
La vicenda comincia quando le giovani Chrissy e Jo trovano un estraneo, Robin, addormentato nella vasca del loro appartamento dopo un party di addio alla loro precedente coinquilina; in seguito a questo incontro, vista la necessità delle ragazze di trovare un coinquilino e l'abilità di Robin in cucina (nessuna delle due ragazze sa cucinare), Robin va a vivere con loro.
In ogni caso, per evitare difficoltà con i Roper, loro padroni di casa, Chrissy e Jo decidono di dichiarare che Robin è gay: tutto ciò dà il via ad una serie di gioco di equivoci e di fraintendimenti che, insieme agli approcci di Robin verso Chrissy, rappresentano la base narrativa degli episodi.

## Episodi
Sono stati girati 39 episodi di 25 minuti, divisi in 6 stagioni.
| Stagione         | Episodi | Prima TV GB | Prima TV Italia |
| ---------------- | ------- | ----------- | --------------- |
| Prima stagione   | 7       | 1973        | 1978            |
| Seconda stagione | 6       | 1974        | 1978            |
| Terza stagione   | 7       | 1974        | 1978            |
| Quarta stagione  | 6       | 1975        | 1978            |
| Quinta stagione  | 6       | 1975        | 1981            |
| Sesta stagione   | 7       | 1976        | 1981            |

## Personaggi
- Robin Tripp, interpretato da Richard O'Sullivan, doppiato da Massimo Giuliani. È uno studente di culinaria che spende molto del suo tempo tentando di sedurre Chrissy. Minor interesse prova invece per Jo, benché a volte flirti anche con lei. È divertente ed ama gli scherzi, e spesso finisce per farsi trascinare dall'amico Larry in situazioni paradossali.
- Chrissy Plummer, interpretata da Paula Wilcox, doppiata da Serena Verdirosi. Lavora come segretaria. È una ragazza emancipata che non disprezza l'idea di sposarsi e fare dei figli. È spiritosa e riesce spesso a parare gli scherzi e le battute a doppio senso di Robin, rispondendogli per le rime.
- Jo, interpretata da Sally Thomsett, doppiata da Liliana Sorrentino. Rappresenta la classica bionda svampita, anche se a volte esprime concetti profondi che lasciano disorientati. Lo scopo della sua vita è quello di trovare un uomo ricco che le consenta di lasciare il suo lavoro di impiegata e di vivere agiatamente.

## Produzione
L'idea del telefilm venne a Johnnie Mortimer quando notò, negli annunci di ricerca di coinquilini, un incremento di avvisi in cui non era riportata alcuna indicazione sul sesso. Fino a quel momento, l'idea di condividere un appartamento con un membro del sesso opposto era considerata rischiosa; si pensò quindi di sviluppare una serie ambientata in una casa in cui convivessero ragazzi e ragazze.

## Trasmissione
In Italia andò in onda a partire dal 1978, su Rai 2, esordendo durante il programma-contenitore Buonasera con Renato Rascel. In seguito venne trasmessa prima del collegamento Eurovisione con Giochi senza frontiere, alternandosi con altre sitcom britanniche, tra cui Caro papà.

## Opere derivate
Nel 1974 venne prodotto il film per la TV Man About the House, inedito in Italia.
Dopo il termine della serie, furono prodotti due spin-off: Il nido di Robin, in cui Robin si sposa e apre un ristorante, e George e Mildred, in cui George Roper e sua moglie Mildred si trasferiscono in periferia.
Negli Stati Uniti è stato prodotto il remake di Un uomo in casa intitolato Tre cuori in affitto (Three's Company). Anche questa edizione ha poi generato due spin-off: Tre per tre e I Roper.